# Terpeny
Terpeny (spolu s terpenoidy se také nazývají izoprenoidy) jsou organické sloučeniny složené ze sloučenin, které mají vzorec (C5H8)n. Tyto nenasycené uhlovodíky, které obsahují více než 30 000 sloučenin, jsou převážně rostlinného původu. Jejich molekuly se skládají ze dvou nebo více isoprenových jednotek, a proto patří mezi isoprenoidy.
Dělení podle struktury:
1. acyklické
2. cyklické

Molekula isoprenu: 2-methyl-1,3-butadien

Dělení podle počtu isoprenových jednotek:
1. monoterpeny – 2 molekuly isoprenu
2. seskviterpeny – 3 molekuly isoprenu
3. diterpeny – 4 molekuly isoprenu
4. triterpeny – 6 molekul isoprenu
5. tetraterpeny – 8 molekul isoprenu
6. polyterpeny – velký počet molekul isoprenu

Terpeny jsou podstatnou součástí silic (éterických olejů). Jsou to těkavé vonné látky obsažené v listech, plodech, květech, oddencích i kořenech rostlin. Také rostlinné pryskyřice obsahují látky terpenické povahy.

## Historie
Termín „terpen“ zavedl v roce 1866 německý chemik August Kekulé. Jméno “terpen” je zkrácená forma “terpentýna”.
Ačkoli se někdy používají zaměnitelně s „terpeny“, terpenoidy (nebo isoprenoidy) jsou to modifikované terpeny, které obsahují další funkční skupiny, jejichž součástí je kyslík. Jak terpeny tak terpenoidy mají silné a často příjemné vůně, které mohou chránit jejich hostitele nebo přitahovat opylovače.
Nobelovu cenu za chemii za rok 1939 získal Leopold Ružička „za práci o polymethylenech a vyšších terpenech“,„včetně první chemické syntézy mužských pohlavních hormonů.“

## Biologické funkce
Terpeny jsou hlavními biosyntetickými stavebními kameny. Steroidy jsou například deriváty triterpenu skvalenu. Terpeny a terpenoidy jsou zároveň primárními složkami esenciálních olejů mnoha druhů rostlin a květin. V rostlinách jsou terpeny a terpenoidy důležitými zprostředkovateli ekologických interakcí. Hrají například významnou roli v obraně rostlin proti útoku hmyzu a pasoucích se zvířat, odolnosti vůči chorobám a přilákání opylovačů. Mezi další funkce terpenoidů patří modulace buněčného růstu a prodlužování rostlin a kontrola propustnosti  membrán.
Vyšší množství terpenů je uvolňováno ze stromů za teplejšího počasí, kde mohou terpeny fungovat jako přirozený mechanismus modifikace mraků (změna množství nebo typu srážek, které padají z mraků rozptýlením látek do vzduchu). Mraky odrážejí sluneční světlo, což umožňuje regulaci teploty lesa.
Některý hmyz používá terpeny jako formu obrany. Například termiti odhánějí dravý hmyz pomocí specializovaného mechanismu zvaného fontanelární pistole, pomocí kterého vyvrhuje pryskyřičnou směs terpenů.

## Aplikace
Jediným terpenem, který má hlavní uplatnění, je přírodní kaučuk. Jako alternativa k použití surovin na bázi ropy byla zkoumána možnost, že by jiné terpeny mohly být použity jako prekurzory k výrobě syntetických polymerů. Jen málo z těchto aplikací však bylo komercializováno. Mnoho dalších terpenů má také komerční a průmyslové aplikace, ale v menším měřítku. Například terpentýn, směs terpenů (např. pinen), získávaný destilací pryskyřice borovice se používá jako organické rozpouštědlo a jako chemická surovina (hlavně k výrobě jiných terpenoidů). Kalafuna, další vedlejší produkt pryskyřice jehličnanů, se široce používá jako přísada do různých průmyslových produktů, jako jsou inkousty, laky a lepidla. Terpeny jsou široce používány jako vůně a příchutě ve spotřebitelských produktech, jako jsou parfémy, kosmetika a čisticí prostředky, stejně jako potraviny a různé nápoje. Například vůně a chuť chmele pochází částečně ze seskviterpenů (hlavně α-humulen a β-karyofylen), které ovlivňují kvalitu piva. Některé terpeny tvoří hydroperoxidy, které jsou ceněny jako katalyzátory při výrobě polymerů.
Bylo prokázáno, že mnoho terpenů má farmakologické účinky, ačkoli většina studií pochází z laboratorního výzkumu a klinický výzkum na lidech je pouze předběžný. Terpeny jsou také součástí některých tradičních medicín, jako je aromaterapie. Terpeny společně s terpenoidy převládají v konopí (marihuaně) a předpokládá se, že modulují léčebné nebo psychologické účinky kanabinoidů (např. THC nebo CBD) u lidí. V současné době existuje jen málo klinických údajů o lidech, kteří by tuto hypotézu podporovali.
Vzhledem k tomu, že mají terpeny obranné role v rostlinách tak se používají jako aktivní složky pesticidů v zemědělství.

## Fyzikální a chemické vlastnosti
Terpeny jsou bezbarvé, i když znečištěné vzorky mají často žlutou barvu.
Stupnice bodů varu s molekulovou velikostí:
- terpeny 110 °C
- seskviterpeny 160 °C
- diterpeny 220 °C

Terpeny jsou vysoce nepolární a tím pádem nejsou rozpustné ve vodě. Jako uhlovodíky jsou vysoce hořlavé a mají nízkou měrnou hmotnost (plavou na vodě).
Terpenoidy (mono-, seskvi-, di-, atd.) mají podobné fyzikální vlastnosti, ale mají tendenci být polárnější, a proto se mírně rozpoustějí ve vodě a jsou poněkud méně těkavé než terpeny. Vysoce polárním derivátem terpenoidů jsou glykosidy, které jsou vázány na cukry. Jsou to pevné látky rozpustné ve vodě.
Terpeny jsou dráždivé látky a při požití mohou způsobit gastrointestinální poruchy.

## Biosyntéza

### Tvorba izoprenové jednotky
Terpeny jsou koncepčně odvozené od isoprenů a jejich struktury a vzorce se řídí biogenetickým isoprenovým pravidlem nebo pravidlem C5, jak v roce 1953 popsal Leopold Ružička společně s kolegy. Isoprenové jednotky C5 jsou poskytovány ve formě dimethylallylpyrofosfátu (DMAPP) a izopentenylpyrofosfátu (IPP). DMAPP a IPP jsou navzájem strukturní izomery. Tento pár stavebních bloků je produkován dvěma odlišnými metabolickými cestami: mevalonátovou (MVA) cestou a nemevalonátovou (MEP) cestou. Tyto dvě cesty se vzájemně vylučují ve většině organismů, s výjimkou některých bakterií a suchozemských rostlin. Obecně platí, že archaea a eukaryota mají většinou cestu MVA, zatímco bakterie většinou cestu MEP. IPP a DMAPP jsou konečnými produkty obou cest MVA a MEP a relativní množství těchto dvou izoprenových jednotek je v hostitelských organismech regulováno enzymy.

#### Mevalonátová (MVA) dráha
Tato dráha konjuguje tři molekuly acetyl CoA.
Dráha MVA je distribuována ve všech třech doménách života; archaea, bakterie a eukaryota. Dráha MVA u archaea a nefotosyntetických eukaryot je univerzálně distribuována, zatímco u bakterií je tato dráha řídká. U fotosyntetických eukaryot mají některé druhy dráhu MVA, zatímco jiné mají dráhu MEP nebo obě dráhy MVA i MEP. To je způsobeno akvizicí cesty MEP společným předkem Archaeplastida prostřednictvím endosymbiózy původních sinic, které měly dráhu MEP. Dráhy MVA a MEP byly selektivně ztraceny v jednotlivých fotosyntetických liniích.
Také archaální dráha MVA není zcela homologní s eukaryotickou dráhou MVA. Místo toho je eukaryotická dráha MVA blíže bakteriální dráze MVA.

#### Nemevalonátová (MEP) dráha
Nemevalonátová cesta nebo 2-C-methyl-D-erythritol-4-fosfátová (MEP) dráha začíná pyruvátem a glyceraldehyd-3-fosfátem (G3P) jako zdrojem uhlíku.
C5 IPP a C5 DMAPP jsou konečné produkty v obou cestách a jsou prekurzory terpenoidů s různým počtem uhlíkových atomů (typicky C5 až C40), postranními řetězci (bakterio)chlorofylu, hemů a chinonů. Syntéza všech vyšších terpenoidů probíhá tvorbou geranylpyrofosfátu (GPP), farnesylpyrofosfátu (FPP) a geranylgeranylpyrofosfátu (GGPP).

#### Geranyl pyrofosfátová fáze
Isopentenylpyrofosfát (IPP) a dimethylallylpyrofosfát (DMAPP) kondenzují za vzniku prekurzoru všech terpenů a terpenoidů geranylpyrofosfátu.
V obou drahách MVA i MEP je IPP izomerizován na DMAPP enzymem isopentenylpyrofosfát izomerázou. IPP a DMAPP kondenzují za vzniku geranylpyrofosfátu, prekurzoru monoterpenů a monoterpenoidů.
Geranylpyrofosfát je také přeměněn na farnesylpyrofosfát a geranylgeranylpyrofosfát, respektive C15 a C20 prekurzory na seskviterpeny a diterpeny.
Biosyntéza je zprostředkována terpensyntázou.

## Struktura
Terpeny lze vizualizovat jako výsledek spojení izoprenových (C5C8) jednotek, ze kterých vznikají řetězce a uzavřené řetězce (kruhy). Několik terpenů je spojeno „ocas ocasem“ a větší rozvětvené terpeny mohou být spojeny „ocas se středem“.

#### Vzorec
Přísně vzato všechny monoterpeny mají stejný chemický vzorec C10H16. Všechny seskviterpeny a diterpeny mají vzorce C15H24, nebo C20H32. Strukturální rozmanitost mono-, seskvi- a diterpenů je důsledkem izomerie.

#### Chiralita
Terpeny a terpenoidy jsou obvykle chirální. Chirální sloučeniny mohou existovat jako nepřekrývající se zrcadlové obrazy, které vykazují odlišné fyzikální vlastnosti, jako je zápach nebo toxicita.

#### Nenasycenost
Většina terpenů a terpenoidů má skupiny C=C, tj. vykazují nenasycenost. Protože terpeny nenesou žádné funkční skupiny kromě jejich nenasycenosti, jsou strukturně odlišné. Nenasycenost je spojena s di- a trisubstituovanými alkeny. Di- a trisubstituované alkeny odolávají polymeraci (nízké stropní teploty), ale jsou citlivé na tvorbu karbokationtů vyvolanou kyselinou.
Terpeny lze klasifikovat podle počtu isoprenových jednotek v molekule; předpona v názvu označuje počet izoprenových párů potřebných k sestavení molekuly.
Běžně terpeny obsahují 2, 3, 4 nebo 6 izoprenových jednotek; tetraterpeny (8 isoprenových jednotek) tvoří samostatnou třídu sloučenin nazývaných karotenoidy; ostatní jsou vzácné.
Hemiterpeny se skládají z jediné izoprenové jednotky. Samotný isopren je jediným hemiterpenem, ale deriváty obsahující kyslík, jako je prenol a kyselina izovalerová, jsou hemiterpenoidy.
Monoterpeny se skládají ze dvou izoprenových jednotek a mají molekulový vzorec C10H16. Příklady monoterpenů a monoterpenoidů zahrnují geraniol, terpineol (přítomný v šeříku), limonen (přítomný v citrusových plodech), myrcen (přítomný v chmelu), linalool (přítomný v levanduli), hinokitiol (přítomný v cypřiších) nebo pinen (přítomný v borovici stromy).
Iridoidy pocházejí z monoterpenů. Příklady iridoidů zahrnují aucubin a katalpol.
Seskviterpeny se skládají ze tří izoprenových jednotek a mají molekulový vzorec C15H24. Příklady seskviterpenů a seskviterpenoidů zahrnují humulen, farneseny, farnesol, geosmin.
Diterpeny se skládají ze čtyř izoprenových jednotek a mají molekulový vzorec C20H32. Pocházejí z geranylgeranyl pyrofosfátu. Příklady diterpenů a diterpenoidů jsou cafestol, kahweol, cembren a taxadien (prekurzor taxolu). Diterpeny také tvoří základ pro biologicky důležité sloučeniny, jako je retinol, retinal a fytol.
Sesterterpeny, terpeny s 25 uhlíky a pěti isoprenovými jednotkami, jsou vzácné ve srovnání s ostatními velikostmi. Příkladem sesterterpenoidu je geranylfarnesol.
Triterpeny se skládají ze šesti izoprenových jednotek a mají molekulový vzorec C30H48. Lineární triterpen skvalen, hlavní složka oleje ze žraločích jater, je odvozen z redukčního spojení dvou molekul farnesylpyrofosfátu. Skvalen je poté biosynteticky zpracován za vzniku lanosterolu nebo cykloartenolu, strukturálních prekurzorů všech steroidů
Seskviterpeny se skládají ze sedmi izoprenových jednotek a mají molekulový vzorec C35H56. Seskviterpeny jsou typicky mikrobiálního původu. Příklady seskviterpenoidů jsou ferrugicadiol a tetraprenylkurkumen.
Tetraterpeny obsahují osm isoprenových jednotek a mají molekulový vzorec C40H64. Biologicky významné tetraterpenoidy zahrnují acyklický lykopen, monocyklický gama-karoten a bicyklické alfa- a beta-karoteny.
Polyterpeny se skládají z dlouhých řetězců mnoha izoprenových jednotek. Přírodní kaučuk se skládá z polyisoprenu, ve kterém jsou dvojné vazby cis. Některé rostliny produkují polyisopren s trans dvojnými vazbami, známý jako gutaperča.
Norisoprenoidy, jako je C13-norisoprenoid 3-oxo-α-ionol přítomný v listech Muscat of Alexandria a deriváty 7,8-dihydroiononu, jako je megastigman-3,9-diol a 3-oxo-7,8-dihydro-α -ionol nacházející se v listech Shirazu (oba hrozny druhu Vitis vinifera) nebo ve víně, může být produkován houbovými peroxidázami nebo glykosidázami.

## Průmyslová syntéza
Zatímco se terpeny a terpenoidy vyskytují ve větším měřítku, jejich extrakce z přírodních zdrojů je často problematická a z tohoto důvodu se vyrábějí chemickou syntézou, obvykle v petrochemii. Jedna možnost je, že se aceton a acetylen kondenzují za vzniku 2-methylbut-3-yn-2-olu, který se prodlužuje esterem kyseliny acetoctové za vzniku geranylalkoholu. Jiné se připravují z terpenů a terpenoidů, které se snadno izolují ve velkém množství, řekněme v průmyslu papíru a talového oleje. Například a-pinen, který lze snadno získat z přírodních zdrojů, se přemění na citronellal a kafr. Citronellal se také přeměňuje na mentol.